# Al Tayeb Abdul Rahim
Al Tayeb Abdul Rahim (الطيّب عبد الرحيم, en árabe), nació en 1943 en Anabtâ (Palestina mandataria) y falleció el 18 de marzo del 2020 en el Cairo (Egipto). Fue un periodista y un hombre político del Fatah.

## Biografía
Abd Al-Halîm Al-Tayyib’Abd Al-Rahîm Mahmûd nació en 1943 en Anabtâ (Palestina). Es hijo del poeta y militante palestino Abdel Rahim Mahmoud. Estudió en la facultad de Comercio del Cairo, donde lideró la Unión de Estudiantes Palestinos y se unió al Fatah en 1965. Siendo estudiante, Abdul Rahim integró un Colegio Militar en República Popular de China.
Fue periodista y político, miembro del Fatah y del Comité Central del Fatah desde 1989. Perteneció al ala “izquierda” del Fatah. Dirigió la radio del Fatah entre 1969 y 1970 y más tarde, la radio de la Organización de Liberación de Palestina (OLP), Sawt Filastîn, que significa “la Voz de Palestina”, entre 1973 y 1978. En 1984, Abdul Rahim se convirtió en miembro del Comité Nacional Palestino de la OLP y en 1989, del Comité Central del Fatah.
Ocupó el cargo de embajador de Palestina en Yugoslavia, Egipto, Japón y Jordania. En 1989, el presidente de la República Federativa Socialista de Yugoslavia le otorgó la medalla de honor por sus servicios en el desarrollo y fortalecimiento de la cooperación pacífica y las relaciones amistosas entre Yugoslavia y la OLP. Cinco años más tarde, el rey Hussein I de Jordania le otorgó la medalla del Orden de la Independencia de Jordania. También, recibió la medalla de Honor rusa en 2011, en reconocimiento de sus esfuerzos en el fortalecimiento de las relaciones de amistad entre Rusia y Palestina.
La Autoridad Nacional Palestina (ANP), creada a raíz de los Acuerdos de Oslo (1993-1995), fue dotada de un Consejo Legislativo Palestino (CLP) y el 20 de enero de 1996 fueron celebradas las primeras elecciones del CLP y de la presidencia de la ANP; el Fatah fue el gran vencedor de aquellas elecciones. Abdul Rahim fue elegido en el Consejo Legislativo de 1996 en la circunscripción de Tulkarem en la lista del Fatah. Además, fue elegido cinco veces secretario general de la presidencia de la ANP, ocupada por Yasir Arafat (1996-2004): en julio de 1994, junio 1996, agosto 1998, junio 2002 y octubre de 2002 A final del año 2004, presidió la campaña electoral de Mahmud Abás y siguió ocupando el cargo de secretario general bajo la presidencia de Mahmud Abás.
En paralelo, en 1996, encabezó un comité de diálogo con los grupos de oposición palestinos y el año siguiente se convirtió en presidente de la Comisión Nacional para la Investigación de la Corrupción. En 2007, después de un enfrentamiento entre el Fatah y el Hamás en la Franja de Gaza, Mahmud Abás emitió un decreto por el que se creaba un comité nacional para la investigación de las causas del fracaso de las fuerzas armadas palestinas frente al Hamás en la Franja de Gaza. El comité estuvo presidido por Tayeb Abdul Rahim e integrado por Rafiq Al-Husseini, Nabil Amr, Saeed Abu Ali, el General de División Ahmed Eid, el General de Brigada Hazem Atallah, el General de Brigada Younis Al-Assi, Ali Muhanna y Hassan Al-Auri. El Comité organizó 49 audiencias y presentó un informe con una serie de recomendaciones al Presidente de la Autoridad Nacional Palestina. El mismo año, se le concedió el más alto honor palestino, la Estrella de honor. 
Tayeb Abdul Rahim falleció el 18 de marzo del 2020 en el Cairo, con 75 años.